# Агарацьке сільське поселення
Агара́цьке сільське поселення (рос. Акаракское сельское поселение) — муніципальне утворення у складі Юргінського району Тюменської області, Росія.
Адміністративний центр — село Агарак.

## Населення
Населення — 336 осіб (2020; 355 у 2018, 424 у 2010, 580 у 2002).

## Склад
До складу поселення входять такі населені пункти:
| Населений пункт    | Населення, осіб (2002) | Населення, осіб (2010) |
| ------------------ | ---------------------- | ---------------------- |
| Агарак, село       | 503                    | 383                    |
| Сергієва, присілок | 77                     | 41                     |